# مبارك حنون
مبارك حنون (مواليد سنة 1952، الرماني) لساني ومترجم مغربي. يعتبر من الباحثين الأوائل الذين ساهموا في تطوير البحث اللساني العربي.

## مسيرته[2][3]

### مولده وتعليمه
ولد مبارك حنون سنة 1952 بأولاد خليفة الجنوبية بتراب الجماعة القروية مرشوش في الرماني. بدأ مساره التعليمي الابتدائي والإعدادي والثانوي بمركز مرشوش ثم بالرماني فمدينة آسفي، والتعليم العالي بفاس ثم بالسوربون بفرنسا.

#### الشواهد المحصل عليها
- شهادة الإجازة في اللغة العربية وآدابها من كلية الآداب والعلوم الإنسانية - ظهر المهراز بفاس سنة 1975، بحث في موضوع: "ظاهرة ناس الغيوان"، تحت إشراف الأستاذ حسن المنيعي؛
- شهادة الدراسات المعمقة من جامعة السوربون الجديدة بفرنسا، سنة 1976، في موضوع "الخطاب الاستشراقي اللغوي: نموذج المغرب"، تحت إشراف الأستاذ دافيد كوهين.
- دكتوراه السلك الثالث من جامعة السوربون الجديدة بباريس سنة 1982، في موضوع (Arabe parlé et arabe écrit au Maroc, Etude phonologique contrastive)، تحت إشراف الأستاذ دافيد كوهين.
- دكتوراه الدولة في اللسانيات (الصواتة) من كلية الآداب بجامعة محمد الخامس بالرباط سنة 1997، في موضوع "في بنية الوقف وبنينة اللغة"، تحت إشراف الدكتور عبد القادر الفاسي الفهري.

### مناصبه
- أستاذ باحث بكلية الآداب والعلوم الإنسانية بمدينة فاس (1982 - 1995)؛
- أستاذ باحث بجامعة الأخوين بإفران (1995 - 2000)؛
- مدير المدرسة العليا للأساتذة بمكناس (2000 - 2003)؛
- مكلف بإدارة أكاديمية جهة مكناس تافيلالت (يناير 2002 - يوليوز 2003)؛
- مدير أكاديمية جهة سوس ماسة درعة (2003 - 2010)؛
- أستاذ التعليم العالي بكلية الآداب والعلوم الإنسانية، بجامعة محمد الخامس أكدال بالرباط (2010 - 2013)؛
- أستاذ التعليم العالي بجامعة قطر (2013 - 2020).

#### العضوية في المؤسسات المهنية والجمعيات
- عضو شعبة اللغة العربية وآدابها بكلية الآداب والعلوم الإنسانية بفاس؛
- عضو مجلس كلية الآداب والعلوم الإنسانية بفاس؛
- عضو مجلس جامعة الأخوين بإفران؛
- عضو مؤسس لجمعية أصدقاء اللغة العربية بجامعة الأخوين بإفران؛
- عضو اتحاد كتاب المغرب وعضو فرعه بفاس وبأكادير؛
- عضو رابطة أدباء المغرب؛
- عضو محكم في جائزة المغرب للكتاب (عدة دورات)؛
- عضو مؤسس لمجلة "دراسات أدبية ولسانية"؛
- عضو مشرف على مجلة المدرسة العليا للأساتذة؛
- مشرف على إصدار سلسلة "دفاتر المدرسة العليا" (منشورات في مجالات التكوين المستمر)؛
- مؤسس ومشرف على مجلة "مبادرات تربوية بأكاديمية سوس ماسة درعة" (صدرت منها 3 أعداد)؛
- عضو "جمعية البحث والدراسات اللسانية" في كلية الآداب والعلوم الإنسانية، ظهر المهراز بفاس؛
- عضو "جمعية اللسانيات بالمغرب"؛
- عضو منتخب بمجلس كلية الآداب والعلوم الإنسانية ظهر المهراز بفاس (1994- 1995)؛
- عضو مساهم في تأسيس مجلة "دراسات أدبية ولسانية" (1986)؛
- عضو مساهم في تأسيس مجلة "معرفية" (1997)؛
- عضو في الهيئة الاستشارية لمجلة "علامات" بالمغرب؛
- عضو في الهيئة الاستشارية لمجلة "اللغات واللسانيات" بالمغرب؛
- عضو لجنة البحث بكلية العلوم الإنسانية والاجتماعية، جامعة الأخوين بإفران؛
- عضو منتخب بالمجلس الاستشاري بجامعة الأخوين بإفران؛
- مساهم في تأسيس جمعية أصدقاء اللغة العربية بجامعة الأخوين بإفران؛
- عضو في "النقابة الوطنية للتعليم العالي" وفي المكتب لكلية الآداب وفي اللجنة المركزية؛
- عضو مؤسس للفيدرالية الوطنية لدعم الإصلاح وكاتبها العام؛
- عضو مؤسس لجمعية الترجمة بالمغرب؛
- عضو مكتب الجمعية المعجمية بالرباط.

## مؤلفاته[2][4]
اهتم منذ مطلع الثمانينيات من القرن الماضي، باللسانيات المعاصرة تدريسا وتأطيرا وتأليفا وترجمة ووضعا للمصطلحات الملائمة. وقد سدت أعماله ثغرة في المكتبة اللسانية العربية، وأصبحت مراجع أساسية لكل باحث في هذا الحقل المعرفي.
يتوزع إنتاجه بين البحث في اللسانيات والصواتة والسيميائيات والترجمة. نشر أعماله في العديد من المجلات والدوريات الوطنية وغيرها، منها: مجلة أبحاث معرفية، مجلة كلية الآداب بجامعة محمد الخامس بالرباط، كتابات معاصرة، مجلة قراءات، مجلة جذور، مجلة صوت، مجلة فكر ونقد، مجلة دراسات أدبية ولساني، وغيرها.

### التأليف
- 2024: لغة برأسين: في نقد الازدواجية اللغوية بالمغرب، دار كنوز المعرفة، عمّان، الأردن[5]
- 2023: تجربة إدماج اللغة الأمازيغية في المنظومة التربوية: جهة سوس ماسة درعة 2003-2010، دار الأمان، الرباط[6]
- 2022: من اختلاف اللسانيات إلى لسانيات الاختلاف، دار كنوز المعرفة، عمّان، الأردن
- 2016: في السيميائيات العربية القديمة، منشورات ضفاف، دار الأمان، منشورات الاختلاف، بيروت، الرباط، الجزائر
- 2013: مشروع تنمية التربية والتكوين، مطبعة النجاح الجديدة، الدار البيضاء
- 2013: الصواتة المعرفية والمسارات الذهنية للإنجاز اللغوي، بالاشتراك مع مصطفى بوعناني، عالم الكتب الحديث، عمّان
- 2013: في الصواتة البصرية: من لسانيات المنطوق إلى لسانيات المكتوب، دار الكتب الجديدة المتحدة، بيروت
- 2013: قراءة ظاهرة ناس الغيوان بين الأمس واليوم: القراءة بين الأمانة والخيانة، ضمن كتاب جماعي "الأغنية الاحتجاجية بالمغرب: موروث مجموعة ناس الغيوان"، منشورات المكتب الجامعي للبحث العلمي، الرباط
- 2011: الوضع اللغوي بالمغرب في أفق العولمة، ضمن كتاب: "العولمة وأزمة اللبيرالية الجديدة"، بإشراف الدكتور محمد عابد الجابري، الهيئة العربية للأبحاث والنشر، بيروت، لبنان
- 2010: في التنظيم الإيقاعي للغة العربية: نموذج الوقف، الدار العربية للعلوم ناشرون، دار الأمان، منشورات الاختلاف
- 2009: حوار مع مبارك حنون. كتاب جماعي: أسئلة اللغة، أسئلة اللسانيات حصيلة نصف قرن في الثقافة العربية، إعداد وتقديم: حافظ إسماعيلي علوي وأحمد العناتي، الدار العربية للعلوم ناشرون، ودار الأمان بالرباط، ومنشورات الاختلاف، بيروت
- 2006: ثقافة الانتقال الديموقراطي، منشورات مشاهد، أكادير
- 2003: الصواتة الزمنية: اللسانيات الكلاسيكية ودراسة الوقف، دار الأمان، الرباط
- 2002: السيميائيات العربية القديمة، السلايكي إخوان، وزارة الثقافة طنجة- الرباط
- 1987: دروس في السيميائيات، دار توبقال للنشر، الدار البيضاء
- 1987: مدخل إلى لسانيات سوسير، دار توبقال للنشر، الدار البيضاء
- 1987: الأغنية الشعبية الجديدة: ظاهرة ناس الغيوان، منشورات عيون، الدار البيضاء

### الترجمة
- 2012: التغلب على الفساد، برتراند دو سبيفيل. (ترجمة مشتركة مع عبد الكبير نزار)، منشورات (La croisée des chemins)، الدار البيضاء
- 2003: الفونولوجيا المقطعية: نحو نظرية توليدية للمقطع، جورج كليمنتس وصامويل كايزر، (ترجمة من اللغة الإنجليزية بالاشتراك مع أحمد العلوي)، منشورات سليكي إخوان، طنجة
- 1996: الشعرية العربية، جمال الدين بن شيخ (ترجمة بالاشتراك مع محمد الوالي ومحمد أوراغ)، دار توبقال للنشر، الدار البيضاء
- 1992: الفونولوجيا التوليدية الحديثة، هاري فان ديرهالست ونورفال سميث (ترجمة عن اللغة الإنجليزية بالاشتراك مع أحمد العلوي)، منشورات دراسات سال، فاس
- 1988: قضايا الشعرية، رومان ياكوبسون، (ترجمة بالاشتراك مع محمد الوالي)، دار توبقال للنشر، الدار البيضاء
- 1987: الاتجاهات السيميولوجية المعاصرة، مارسيلو داسكال (ترجمة عن اللغة الفرنسية بالاشتراك مع حميد لحمداني، محمد العمري، عبد الرحمان طنكول، محمد الولي)، دار إفريقيا الشرق، الدار البيضاء

## روابط خارجية
- مبارك حنون على موقع أرشيف الشارخ.
- مبارك حنون على موقع أرشيف الشارخ.